# Yaakov Landau
Yaakov Landau (în ebraică יעקב לנדאו, în engleză cunoscut ca Jacob M.Landau; n. 20 martie 1924, Chișinău, România – d. 12 noiembrie 2020) a fost un orientalist și istoric israelian de origine română, specializat în civilizația arabă și turcă. El a fost fiul unei familii evreiești din Moldova. A fost profesor la Universitatea Ebraică din Ierusalim. A fost distins în anul 2005 cu Premiul de stat al țării sale, Premiul Israel.

## Anii copilăriei și tinereții în România și Palestina
Yaakov Landau s-a născut la 20 martie 1924 la Chișinău, atunci în România (în prezent capitala Republicii Moldova), ca fiu al lui Michel Landau, fruntaș sionist, om politic și avocat. În anul 1935, la vârsta de 9 ani, a emigrat împreună cu părinții săi în Palestina mandatară, (în ebraică Eretz Israel), și s-a stabilit la Tel Aviv. A urmat cursurile liceale în acest oraș, la Gimnaziul „Herzliya”, terminându-le în anul 1942. Încă fiind școlar a devenit membru în principala organizație evreiască subterană de apărare Haganà. În 1941 a urmat în kibuțul Hulda cursul de comandanți de grupă, iar în 1944 cursul de comandanți de pluton în localitatea Ju'ara. După 1948 a servit în armata Israelului în cadrul forțelor de informații și s-a eliberat ulterior din armata de rezervă cu rangul de căpitan.

## Studiile universitare și primii ani de activitate
Yaakov Landau a studiat la Universitatea Ebraică încă în anii mandatului britanic, în 1942-1946, obținând titlul întâi și al doilea în istorie generală, în istoria poporului evreu și în limba și literatura arabă. Teza sa de master, având drept subiect mișcarea națională egipteană, și care s-a bucurat de o deosebită apreciere, a redactat-o sub îndrumarea profesorului Richard Michael Koebner, cunoscut specialist în istoria modernă. În continuare Landau a urmat studii de doctorat la Școala de Studii Orientale și Africane SOAS de la Universitatea din Londra, sub conducerea profesorului Bernard Lewis. Lucrarea sa de doctorat a avut drept subiect Parlamente și partide în Egipt în 1866-1924. După desăvârșirea studiilor, dr. Landau a predat istoria și limba arabă la Liceul de pe lângă Universitatea Ebraică la Ierusalim, fiind și membru în conducerea liceului. De asemenea, în anii 1949- 1958 a condus seminare în domeniul predării limbii arabe ca limbă străină în cadrul Facultății de pedagogie a Universității Ebraice.

## Anii de maturitate. Activitatea didactică și de cercetare
Yaakov Landau a plecat în anii 1955-1956 pentru a face studii de postdoctorat la Universitatea Harvard sub îndrumarea lui Sir Hamilton A.R. Gibb și în același timp a predat limba arabă și istoria modernă a Orientului Apropiat la Universitatea Brandeis. Întors în țară, a fost numit în 1958 conferențiar la secția de științe politice a Universității Ebraice, unde a devenit mai târziu profesor titular, șef al catedrei Gersten de științe orientale. În 1993 s-a pensionat și a fost numit profesor emerit.
Yaakov Landau a întemeiat și a condus între anii 1957-1966 la Ierusalim o școala specială pentru studiul limbii arabe care a deservit serviciile de securitate israeliene.
În anul 1960 el a înființat secția de limba și literatura arabă la noua universitate cu specific religios Bar Ilan din Ramat Gan, a predat în cadrul acestei secții și a condus-o până în anul 1968. Landau s-a interesat și de istoria comunităților evreiești din Orient și între anii 1971-1973 a fost director științific la Institutul Yitzhak Ben-Zvi profilat pe acest domeniu.
În cursul anilor Yaakov Landau a fost profesor oaspete în numeroase instituții universitare în lume, ca de pildă la Universitatea Brandeis, UCLA din Los Angeles, Universitatea Wayne din Detroit, Universitatea Columbia din New York, Universitatea Ankara în Turcia, Universitatea Candido Mendes din Rio de Janeiro, Universitatea Utah din Salt Lake City, la Universitatea New York, Universitatea Alvert Ludwig din Freiburg, în Germania, Universitatea Ruprecht-Karl din Heidelberg, Universitatea Princeton. De asemenea, a fost cercetător la Institutul de studii avansate în domeniul stiintelor umaniste și sociale din Wasenaar, Olanda, cercetător senior la College St.Anthony de la Universitatea Oxford.
Landau a fost unul din întemeietorii Societății israeliene de orientalistică în anul 1949 și cel dintâi secretar al acesteia. În anii 1985-1987 a fost președintele Asociației israeliene de științe politice, de asemenea în anii 1984-1992 a fost membru în comitetul executiv al Centrului internațional de studii otomane și pre-otomane din Paris. A mai îndeplinit funcțiile de membru al Asociației nord americane de studiu al Orientului Mijlociu și Africii de Nord, precum și membru al Asociației europene de cercetare a limbii arabe și a islamului.
A facut parte din comitetul central de redacție al Enciclopediei Judaice, ediția a II-a, autor al articolelor despre islam și despre Orientul Mijlociu. Intre anii 1993-1998 a fost redactorul anuarului științific „Mizrah Hadash” al societății israeliene de orientalistică. Este membru în consiliul de redacție al revistelor „Sefunot” (Cercetări și surse în istoria comunităților evreiești din Orient) din Ierusalim, „El-Karmel ”din Haifa, „Mediná, mimshal veyehassim beynleumim” (Stat, adminisrație și relații internaționale) din Ierusalim. A făcut parte din consiliile de redacție ale publicațiilor străine: Asian and African Studies din Haifa-Ierusalim, Nations and Nationalism din Londra, Études sur la Mediterranée Orientale et le Monde Turco-Iranien din Paris, Central Asia and the Caucasus din Luleå, Suedia, Plural Societies din Leiden, Politique et Sociétés din Montreal.

## Cercetările sale
Yaakov Landau s-a făcut cunoscut mai cu seamă prin cercetările sale asupra ideologiei și mișcărilor naționale din Egipt și Turcia, asupra panislamismului, panarabismului panturanismului și a radicalismului politic în Orientul Apropiat. De asemenea a studiat populații aflate în exil și cu statut de minoritate națională și religioasă. De la începutul anilor 1990 a scris despre relatiile dintre politică și limbă în Orientul Apropiat și în lumea islamică. El a scris 22 de cărți, a editat alte 12 și a publicat circa 600 de articole, intrări și recenzii de cărți în reviste științifice și enciclopedii. Contribuțiile sale au apărut în numeroase limbi ca ebraica, araba, turca, engleza, franceza, germana, greaca, italiana, rusă și chineză.

## Viața particulară
Fiul său, Ido Landau, este filozof, profesor la Universitatea din Haifa.

## Distincții și premii
- Premiul Ben-Zvi
- Premiul Itzhak Grinbaum
- Medalia de merit pentru cercetări avansate din partea Universității Boğaziçi din Istanbul
- Membru de onoare al Academiei de istorie din Ankara
- Distincție de merit a Asociației israeliene de științe politice
- Premiul Israel 2005 pentru orientalistică

## Lucrări
- Parliaments and parties in Egypt / by Jacob M. Landau. Tel-Aviv : Published for the Israel Oriental Society by the Israel Pub. House, 1953.
- (în ebraică) Teatrul de umbre în Orientul Apropiat (Theatron Hatzlilim baMizrah Hakarov) Institutul palestinian de folclor si etnologie, Ierusalim 1945,
- O numărătoare de cuvinte în proza arabă modernă {Sfirat milim baproza haaravit vamodernit) (A word count of modern Arabic prose.) New York : American Council of Learned Societies, 1959.‬‬‬
- The Israeli Communist Party and the elections for the fifth Knesset, 1961 / Moshe M. Czudnowski and Jacob M. Landau. Stanford, Calif. : Hoover Institution on War, Revolution and Peace, Stanford University, 1965.
- Evreii in Egipt in secolul al XIX-lea (Hayehudim beMitzraiym baMea haTshaessre), Insitutul Ben Zvi, Ierusalim. 1967  Jews in nineteenth-century Egypt New York University Press, 1969.
- The Arabs in Israel : a political study : published under the auspices of the Royal Institute of International Affairs. Oxford U.P., 1969. Londra, New York (etc.) (Arabii în Israel: un studiu politic)
- Introducere la istoria literaturii arabe - de Hamilton A.R.Gibb și Yaakov Landau - Mavo latoldot Hasifrut haaravit -tradusă în ebraică din engleză și germană de către Naftali Ginaton - citările din sursele originale din literatura arabă - de către Yehuda Ratzhabi, Editura Am Oved, Tel Aviv,
- Arabii in Israel: studii politice(Haaravim beIsrael - yiunim politiyim) traducere în ebraică de Elyakim Rubinstein Maarakhot, Ierusalim. 1971.
- Middle Eastern themes; : papers in history and politics Cass, Londra, 1973.
- The Arabs and the Histadrut(Arabii si Histadrutul -Confederația Generală a Muncii) Ramot Printing Press, 1976. Tel-Aviv ‬
- Palestina sub Abdul Hamid: fotografii rare din urmă cu un veac dintr-o colecție particulară a sultanului otoman, publicată acum pentru prima dată, selecția și introducerea de Yaakov Landau - editura Karta-Sifriyat Maariv 1979 (Eretz Israel bimey Abdul Hamid...) Abdul Hamid’s Palestine : rare century-old photographs from the private collection of the Ottoman sultan now published for the first time/ selected and introduced by Jacob M. Landau. Carta, Ierusalim, 1979.
- Capitole din istoria popoarelor în epoca contemporană 1945-1970 (red. Michael Ziv) Yavne, Tel Aviv 1986 (Prakim betoldot ha'amim bedorenu)
- red.  Istoria evreilor din Egipt în perioada otomană 1517-1914 (Toldot yehudey Mitzrayim batkufá haotmanit 1517-1914) editura Misgav Yerushalayim, Ierusalem 1988
- The politics of Pan-Islam : ideology and organization. Oxford : Clarendon Press, 1992, 1990.
- Minoritatea arabă în israel 1967-1991 - aspecte politice (Hamiyut haaravi beIsrael -1967-1991 - hebetim politiyim) Am Oved, 1993, Tel Aviv,
- The Arab minority in Israel, 1991-1967 : political aspects Oxford : Clarendon Press, 1993.
- Jews, Arabs, Turks : selected essays: Magnes Press, Hebrew University, Ierusalim, 1993.
- Arabisches Volkstheater in Kairo im Jahre 1909 : Ahmad ilFar und seine Schwänke / herausgegeben, übersetzt und eingeführt von Manfred Woidich und Jacob M. Landau. F. Steiner, Beirut, 1993.
- Pan-Turkism : from irredentism to cooperation, Indiana University Press, Bloomington, 1995.
- (turcă) Istoria literaturii arabe moderne - sec al XX-lea -Modern Arap edebiyati tarihi : (20. yuzyil) / Jacob M. Landau ; ceviren, Bedrettin Aytac. T.C. Kultur Bakanligi, Ankara, 2002
- Exploring Ottoman and Turkish history Hurst, Londra, 2004